# Божията ръка
„Божията ръка“ (на испански: La mano de Dios) е гол, отбелязан от аржентинския футболист Диего Марадона по време на четвъртфиналния мач между Аржентина и Англия на Световното първенство по футбол през 1986 г. в Мексико. Голът е нередовен според футболните правила на асоциацията, защото Диего Марадона използва ръката си, за да го вкара. Съдиите обаче нямат ясен поглед върху играта и признават гола като редовен, а това дава преднина на Аржентина с 1:0. Аржентина печели с 2:1 срещата, като Диего Марадона вкарва втори гол, известен като „Голът на века“. В съдийския състав е и българският страничен съдия Богдан Дочев, който в интервю обяснява, че по това време страничните съдии нямат правомощия да отменят нередовен гол и поради тази причина не сигнализира на главния съдия Али бин Насър, въпреки, че вижда нарушението.
Името на гола произлиза от първоначалния отговор на Диего Марадона дали неправомерно отбелязва за 1:0, аржентинският футболист заявява, че е отбелязан „малко с главата на Марадона и малко с Божията ръка“. Той в крайна сметка признава, че неправомерно удря топката с ръка и заявява, че смята гола за „символично отмъщение“ за победата на Обединеното кралство над Аржентина във Фолкландската война четири години по-рано.
Мексиканският фотограф Алехандро Охеда Карбахал увековечава момента в снимка, на която се вижда как Диего Марадона удря топката с ръка.